# Scythris penicillata
Scythris penicillata is een vlinder uit de familie dikkopmotten (Scythrididae). De wetenschappelijke naam is voor het eerst geldig gepubliceerd in 1900 door Chretien.
De soort komt voor in Europa.